# Diostrombus hopkinsi
Diostrombus hopkinsi är en insektsart som beskrevs av Frederick Arthur Godfrey Muir 1934. Diostrombus hopkinsi ingår i släktet Diostrombus och familjen Derbidae. Inga underarter finns listade i Catalogue of Life.